# La Dogana, San Giorgio e le Zitelle dalla gradinata dell'albergo Europa
La Dogana, San Giorgio e le Zitelle dalla gradinata dell'albergo Europa (The Dogano, San Giorgio, Citella, from the Steps of the Europa) è un dipinto a olio su tela (62×92,5 cm) del pittore inglese William Turner, realizzato nel 1842 e conservato al Tate Britain di Londra.

## Descrizione
Il dipinto, presentato all'esposizione annuale della Royal Academy nel 1842, fu acquistato nello stesso anno da Robert Vernon, il quale lo donò nel 1847 alla National Gallery, insieme ad altre opere appartenenti alla sua collezione. Qui la tela rimase esposta sotto il generico nome di Venezia sino al 1949, anno in cui fu trasferita presso la Tate Britain di Londra, trovando così la sua collocazione definitiva.
L'accoglienza che la critica riservò ai dipinti lagunari di Turner fu sempre molto calorosa, forse a causa della felice scelta del soggetto - che meglio si prestava all'abbagliante luminosità tipica della poetica turneriana - e della tecnica poco audace e rivoluzionaria. L'Atheneum, che in genere criticava con molta virulenza le opere di Turner, un anno prima concesse a un dipinto simile un commento molto lusinghiero, affermando:
(Atheneum)
Anche il presente dipinto fu accolto con giudizi favorevoli, persino esaltanti. Come suggerito dal titolo, Turner in quest'opera raffigura una veduta panoramica veneziana, con «La Dogana, San Giorgio e le Zitelle» viste dalla scalinata dell'albergo Europa in Ca' Giustinian, dove soggiornò nel settembre 1833 e dal 20 agosto al 3 settembre del 1840; speciale menzione meritano in particolare la «straordinaria luminosità» e la «totale fusione atmosferica di aria, acqua e luce» (Borghesi).